# Контракт с дьяволом
«Контракт с дьяволом» (чешск.: Zmluva s diablom) — чехословацкий фильм 1967 года режиссёра Юзефа Захара по рассказу и сценарию Ивана Буковкчана.

## Сюжет
В выпускном классе школы переполох. Учителя обнаружили странный документ: подписанный кровью на старинном пергаменте договор с Дьяволом, в котором пять учениц обязуются потерять девственность до окончания средней школы. Это чья-то глупая шутка, и, естественно, девушки все отрицают. Но ни учителя, ни родители не верят в их невиновность, поэтому вместе они решают, что вполне могут сделать то, в чём их уже признали виновными — им уже нечего терять и они действительно решают избавиться от своего «целомудрия» и стать взрослыми. У некоторых из них есть постоянные партнеры, которых нужно лишь немного подтолкнуть к действию, другие ещё не нашли их. История распадается на четыре нити, так как девушки расходятся, чтобы совершить дело по-своему, в итоге всё выливается в кучу комических и трагикомических ситуаций.

## В ролях
- Ивана Карбанова — Марсела Павелка
- Зузана Коцурикова — Ольга Дворска
- Марта Раслова — Ицка Борош
- Вера Симекова — Эмка Дурцекова
- Сильвия Турбова — Айя Трнкова

- Владимир Меншик — Роберт
- Иван Мистрик — Петер
- Яромир Ганзлик — Мики Карасек
- Франтишек Дибарбора — Борош, отец Ицки
- Эрна Сучанова — Борсова, мать Ицки
- Мартин Грегор — Карел Павелка, отец Марселы
- Стелла Зазворкова — Павелкова, мать Марселы
- Мария Хайкова — Дурцекова, мать Эмки
- Йозеф Глиномаз — Дюрцек, отец Эмки
- Гизела Вецлова — Дворска, мать Ольги
- Анна Гриссова — Трнкова, мать Айи
- Душан Блашкович	… Reditel skoly
- Рене Габздил — Купи
- Мариан Лабуда — Милош

## Критика
Это не совсем обязательно к просмотру, но всё равно очень весело. Гораздо укрощённее, чем его более известные итальянские или немецкие аналоги, но ничуть не менее сексуален. Также немного цинично и немного трагично, как можно ожидать от словацкой постановки, но она в основном легкая и воздушная и, самое главное, всегда кажется подлинной.— A Pact With The Devil (1967) // Bonjour Tristesse, September 4, 2012